# 凯撒·库尼科夫
凯撒·利沃維奇·库尼科夫（羅馬化：Tsezar Lvovich Kunikov；1909年6月23日—1943年2月14日），苏联海军步兵军官，他在第二次世界大战苏德战争高加索战役期间指挥部队登陆作战，占领了新罗西斯克一地的滩头并在战斗中负伤后死亡，死后获苏联英雄称号。小行星2280和苏联海军凯撒·库尼科夫号以他的名字命名，该舰于2024年库尼科夫祭日当天被乌克兰军队击沉。